# Едуард Ераносян
Едуард Ераносян (болг. Едуард Ераносян, нар. 8 лютого 1961, Пловдив) — колишній болгарський футболіст вірменського походження, що грав на позиції нападника. Виступав за національну збірну Болгарії. По завершенні ігрової кар'єри — футбольний тренер. Найкращий тренер року в Болгарії (2004). Наразі очолює тренерський штаб команди «Лудогорець». Також має португальське громадянство.

## Клубна кар'єра
У дорослому футболі дебютував 1977 року виступами за «Локомотив» (Пловдив), в якому провів одинадцять сезонів, взявши участь у 299 матчах чемпіонату. Більшість часу, проведеного у складі пловдивського «Локомотива», був основним гравцем атакувальної ланки команди і одним з головних бомбардирів команди, маючи середню результативність на рівні 0,47 голу за гру першості. За підсумками сезону 1983/84 з 19 голами став найкращим бомбардиром чемпіонату Болгарії.
1988 року став гравцем грецького «Аполлону» (Каламарія), але вже наступного року перебрався до Португалії, де грав за «Віторію» (Сетубал), «Лейшойнш» та «Боавішта», після чого 1993 року повернувся в рідний «Локомотив» (Пловдив).
Завершив професійну ігрову кар'єру у клубі «Лейшойнш», у складі якого вже виступав раніше. Вдруге болгарин прийшов до команди 1996 року і захищав її кольори до припинення виступів на професійному рівні у 1998 році.

## Виступи за збірну
1982 року дебютував в офіційних матчах у складі національної збірної Болгарії. Протягом кар'єри у національній команді, яка тривала 5 років, провів у формі головної команди країни лише 5 матчів.

## Кар'єра тренера
Розпочав тренерську кар'єру, ще продовжуючи грати на полі, 1997 року, очоливши тренерський штаб клубу «Лейшойнш».
2000 року порвернувся на батьківщину і очолив рідний «Локомотив» (Пловдив), після чого працював з «Добруджею». 
2003 року повернувся в «Локомотив», привівши його в тому ж сезоні до перших в історії клубу чемпіонства та Суперкубка Болгарії, за що був удостоєний нагороди «найкращий тренер року в Болгарії». 
З 23 березня 2007 року очолював «Бероє», але вже незабаром перебрався на Кіпр, де працював з місцевими клубами АПОП та «Еносіс».
У 2013–2014 роках очолював ангольський клуб «Кабушкорп».
З 14 серпня 2015 року очолює тренерський штаб команди «Лудогорець».

## Досягнення

### Як гравець
- Володар Кубка Португалії (1): 1991/92
- Найкращий бомбардир чемпіонату Болгарії: 1983/84 (19 голів)

### Як тренер
- Чемпіон Болгарії (1): 2003/04
- Володар Суперкубка Болгарії (1): 2004
- Найкращий тренер року в Болгарії: 2004